# Габес

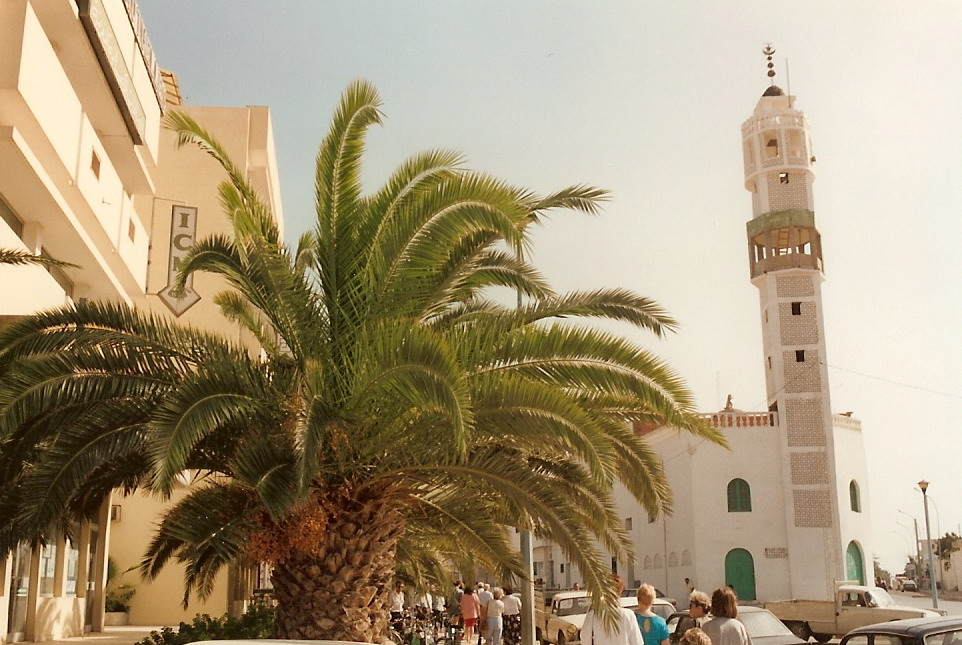

Габес (лат. Tacapes, араб. قابس‎, фр. Gabès) — місто на півдні Тунісу, адміністративний центр вілаєту Габес. 110 тис. жителів (2004). Порт на березі однойменної затоки.
Перше населення на місці Габеса було засновано берберами, які й дали йому назву Такапес. Фінікійці перетворили місто на свою колонію. У VII ст. до н. е. Габес увійшов до складу карфагенської держави, а після Другої пунічної війни опинився під владою Рима. У VII ст. місто здобули араби, які переінакшили його назву на свій лад — Кабес, згодом — Габес.

## Уродженці
- Абдеррахім Згіу (*1985) — туніський легкоатлет, багаторазовий призер літніх Паралімпійських ігор.